# Lagar Velho

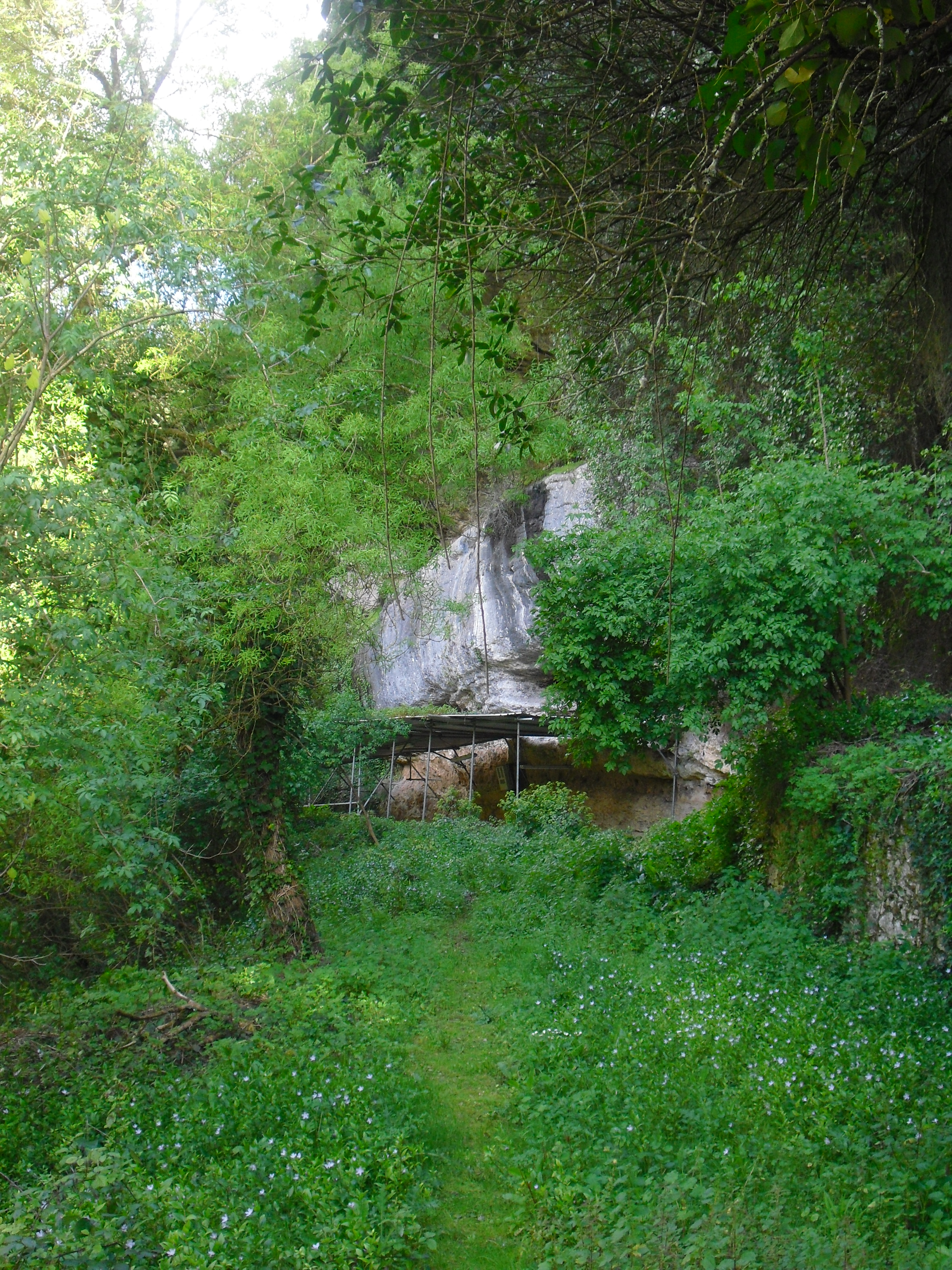
Refugio del Lagar Velho, lugar donde fue encontrado el Niño de Lapedo.

Lagar Velho es el nombre abreviado del yacimiento arqueológico abrigo do Lagar Velho en Portugal.
Ubicado en el valle del Lapedo, en el municipio de Leiría, en el centro de Portugal, este yacimiento es un abrigo rocoso datado del paleolítico superior. En 1992 se comenzó a realizar trabajos arqueológicos en el lugar y se descubrieron restos arqueológicos del gravetiense y del solutrense. 

## El niño de Lapedo
En abril de 1999 se dio a conocer un descubrimiento en ese abrigo. Un esqueleto humano perteneciente a un niño de unos 4 años de edad, que fue enterrado deliberadamente. El esqueleto, de 24 500 años de antigüedad, presentaba una mezcla de características de humanos modernos y de neandertales. Los autores del descubrimiento, João Zilhão, y el experto en neandertales Erik Trinkaus opinaron que se trataba de un híbrido.

## Actividad de Quebrantahuesos
En 2023 se dio a conocer un descubrimiento importante en ese abrigo. Las excavaciones retomadas en 2018 hallaron una gran cantidad de restos de excrementos fósiles (Coprolito) de quebrantahuesos (Gypaetus barbatus) una especie de ave muy amenazada. Este hallazgo permitió plantear que el abrigo funcionó también como nido por parte de esta especie

## Reconstrucción del clima y de la vegetación
El rico registro del yacimiento del abrigo de Lagar Velho ha proporcionado también datos de vegetación que permiten reconstruir como era esta región de Portugal hace uns 29.000 años, un momento climático frío. El paisaje era de tipo semiforestal con Pinus , Poaceae, Erica , Artemisia , Juniperus y Quercus como taxones dominantes. También se aprecia diversidad de árboles, arbustos y hierbas, entre los que destacan árboles latifoliados, arbustos y árboles leñosos mediterráneos, coníferas, xerotermófitos, indicadores de sustratos salinos y heliófitos como Erica , Asteroideae, Cistaceae, Ephedra fragilis y E. distachya. La reconstrucción general es un mosaico de diferentes paisajes o tipos de vegetación alrededor del abrigo rocoso.  A partir de los restos de microfauna, especialmente los roedores, compuestos principalmente por las especies Arvicola sapidus, Microtus arvalis, Microtus agrestis , Microtus ( Terricola ) lusitanicus y Microtus ( Iberomys ) cabrerae y Apodemus sylvaticus se ha podido reconstruir también el clima del yacimiento.

## Actividades de los grupos cazadores-recolectores
El yacimiento presenta una rica ocupación humana de la que destaca la zona conocida como el Tesimonio Pendurado, con niveles del final del Gravetiense y del Solutrense. Los niveles inferiores presentan también un suelo de ocupación gravetiense con presencia de fauna e indústria lítica así como otros elementos.